# Rocca sforzesca di Bagnara
La rocca sforzesca di Bagnara è una fortezza di età medievale sita a Bagnara di Romagna, in provincia di Ravenna.

## Storia
La rocca fu eretta nel XV secolo ad opera dei signori di Imola, i Riario-Sforza, sulle rovine del castrum medievale edificato nel 1354 da Barnabò Visconti e andato distrutto nel 1428 nella battaglia contro Angiolo della Pergola.
Girolamo Riario, signore di Imola dal 1482 al 1488, avviò il rifacimento della rocca, conferendole l'aspetto che vediamo ancora oggi. Dopo la sua prematura scomparsa, la vedova Caterina Sforza fece completare la costruzione della fortezza: il maschio e il loggiato sono databili a questo periodo.

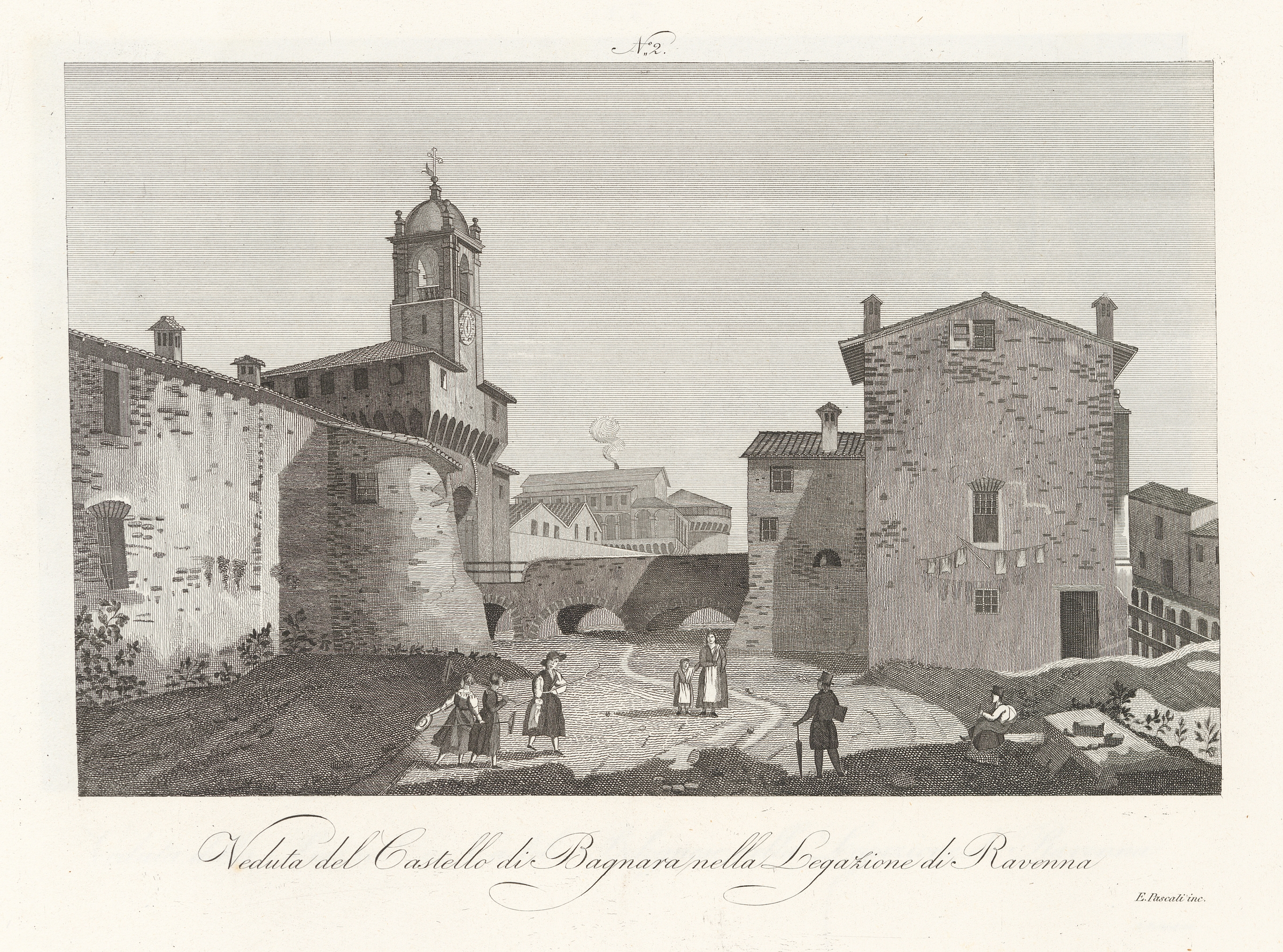
Una veduta della Rocca in un'incisione di Ettore Pascali del 1845.

A partire dal Settecento si procedette alla riconversione del complesso edilizio dall'uso militare all'uso civile. Nel 1732 le fosse furono prosciugate e bonificate. La rocca divenne residenza del commissario del vescovo; in alcuni periodi i suoi locali furono anche destinati a carcere.
Con la fine del dominio pontificio la rocca passò al Regno d'Italia. Successivamente, lo Stato la mise in vendita: il Comune se l'aggiudicò per il prezzo di 2.570 lire, più 500 lire per le fosse (in tutto, circa 15.000 euro del 2002). Dopo l'acquisto, il Comune ricavò nei sotterranei della struttura, nel lato nord, una ghiacciaia. Il Comune poté così rifornire di ghiaccio l'ospedale vecchio, la macelleria ed altri servizi per i cittadini. Successivamente il Comune allestì nella rocca le scuole elementari, che vi restarono fino al 1926, quando furono trasferite nella sede attuale.
Nel 1962 la rocca divenne la residenza municipale. Una radicale trasformazione avvenne tra il 2008 e il 2009, quando passò da residenza municipale a Museo del castello, il Museo della città. Il Comune è stato ristabilito nella sede storica in piazza G. Marconi, la piazza centrale del paese.

## Architettura

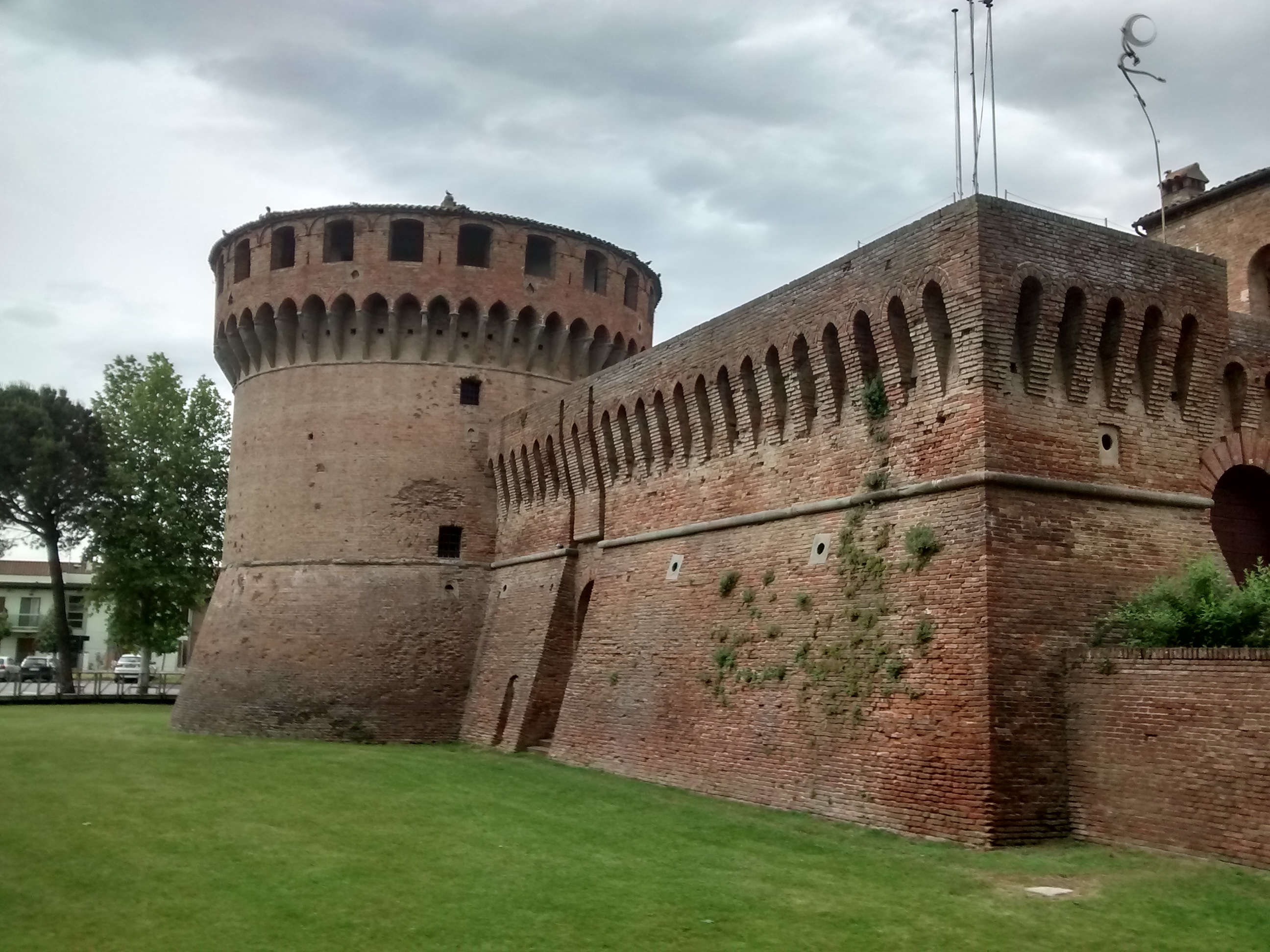
Il mastio della rocca

Il maschio è considerato da molti studiosi «una delle migliori opere d'arte fortificatoria del XV secolo in Italia». È suddiviso in tre ordini di casematte, costituite da camere circolari molto ampie, coperte con volte semisferiche laterizie, tuttora ben conservate. Oltre al maschio, elementi di notevole interesse sono il torrioncello, il cortile centrale, conservato ancora oggi nell'aspetto rinascimentale, alcuni ambienti interni con i soffitti lignei originali, i supporti in ferro del ponte levatoio posto a mezzogiorno, i loggiati sulle cortine dei lati Est e Nord, il pozzo di riserva d'acqua e la scala a chiocciola formata da 78 monoliti in arenaria sovrapposti. Tutti elementi caratteristici del “bello stile cinquecentesco”.

## Il museo
Il museo è nato nel 2008 e dal 2023 è incluso nel Sistema museale regionale.
Il percorso museale, in origine composto di due sezioni, si snoda in tre sezioni.
Nella prima sezione dedicata a "Il territorio di Bagnara e della bassa Romagna", nelle sale del primo piano del castello, si apre uno squarcio sulla quotidianità e sull'organizzazione residenziale e produttiva a partire dall'epoca pre-protostorica, attraverso la dominazione romana, sino al primo Medioevo, quando l'erezione di un villaggio protetto da fossato e palizzate - il castrum di Prati di Sant'Andrea - sancisce l'atto di nascita di Bagnara antica, abbandonata nel XIII secolo. La sezione si chiude con un'immagine dello scenario medievale che, di lì a poco, vedrà la nascita della nuova Bagnara.
La seconda sezione, collocata nel mastio centrale, ricostruisce "La storia del Castello di Bagnara di Romagna", ne delinea vicende e trasformazioni nel tempo, fornendo così le basi per comprendere l'importante fenomeno dell'incastellamento nella bassa Romagna.
La terza sezione, inaugurata nell'ultimo livello del mastio, è dedicata agli ultimi centosessanta anni di storia, a partire dalla raggiunta unificazione del Paese.
Nei sotterranei è visibile l'area archeologica e resti della prima fase del castello, messi in luce durante gli scavi del 2005.